# World Popular Song Festival 1987
Het World Popular Song Festival 1987 was de achttiende editie van het World Popular Song Festival. Het werd gehouden in Tokio, Japan op 31 oktober 1987. Uiteindelijk trok Australië voor de eerste maal aan het langste eind. De top 3 werd vervolledigd door Nederland en Noorwegen.
Dit jaar was er ook een speciale prijs voor de beste Japanse inzending. Dit was een lied dat de finale moest gehaald hebben. Deze is niet meegerekend in de resultaten.

## Deelnemende landen
13 landen van over de hele wereld hadden zich ingeschreven voor de achttiende editie van het festival. België en Nederland waren van de partij.
België en Nederland eindigden beiden hoog en behaalden respectievelijk een 6de en 2de plaats. Voor Nederland is dat de hoogste prestatie van het land op dit festival.

## Overzicht

### Beste Japanse inzending
| Land  | Taal   | Artiest        | Lied       |
| ----- | ------ | -------------- | ---------- |
| Japan | Japans | Chika Takeuchi | No, no, no |

### Finale
| Plaats | Land                | Taal        | Artiest            | Lied                              |
| ------ | ------------------- | ----------- | ------------------ | --------------------------------- |
| 1      | Australië           | Engels      | Pseudo Echo        | Take on the world                 |
| 2      | Nederland           | Engels      | Nadieh             | Haifa blue                        |
| 3      | Noorwegen           | Engels      | Fra Lippo Lippi    | Angel                             |
| 4      | Mexico              | Spaans      | Mijares            | El rey de la noche                |
| 5      | Verenigd Koninkrijk | Engels      | Erasure            | The circus                        |
| 6      | België              | Engels      | Samantha Gilles    | Holde me                          |
| 7      | Italië              | Italiaans   | Gianna Nannini     | I maschi                          |
| 8      | Canada              | Engels      | Haywire            | Dance desire                      |
| 9      | Indonesië           | Indonesisch | Yopie Latul        | Kembalikan baliku                 |
| 10     | West-Duitsland      | Engels      | Lady Lily          | (I'm not your) Boogie woogie baby |
| 11     | Hongarije           | Engels      | Viki & Flirt       | Rock and roll ride                |
| 12     | Verenigde Staten    | Engels      | Nathalie Archangel | Mr. Perfect for me                |
| 13     | Japan               | Engels      | Because            | Mirror                            |
| 14     | Japan               | Engels      | Presents           | My dirty life                     |
| 15     | Japan               | Engels      | Criss              | Deceitful love                    |

1970 · 1971 · 1972 · 1973 · 1974 · 1975 · 1976 · 1977 · 1978 · 1979 · 1980 · 1981 · 1982 · 1983 · 1984 · 1985 · 1986 · 1987 · 1988 · 1989